# شاغة طوروسية
سمفوطن طوروسي أو شاغة طوروسية (الاسم العلمي:Symphytum tauricum) هو نوع من النباتات يتبع جنس السمفوطن من الفصيلة الحمحمية. سمي هذا النوع نسبةً إلى جبال طوروس في تركيا.